# Chiesa (Val di Zoldo)
Chiesa è una frazione del comune italiano di Val di Zoldo, in provincia di Belluno.

## Geografia fisica
È l'ultimo paese della val di Goima prima del passo Duran. A nord è dominata dallo Spiz de Zuel o Agnelessa (2033 m), a ovest dalla Moiazza (2878 m), a sud dalla catena del San Sebastiano (2547 m).

## Storia
Il toponimo è chiaramente riferito alla chiesa di San Tiziano, principale luogo di culto di Goima.

## Monumenti e luoghi d'interesse

### Case e tabià
Chiesa conserva alcune architetture dai tipici tratti zoldani: casa Arnoldo "Monech", casa Ampezzan, tabià Ampezzan "Mio".

### Chiesa di San Tiziano
Di questa chiesa parrocchiale si ha notizia dal 25 agosto 1400 quando Franceschino da Forlì, vescovo titolare di Selimbria, concesse l'indulgenza plenaria in relazione alla sua ricostruzione. Si ritiene che il precedente edificio sorgesse sullo stesso luogo che fosse stato demolito poiché divenuto inadatto ad ospitare una comunità in crescita demografica.
Come tutti gli edifici sacri dell'epoca, anche San Tiziano era dotata di un corposo lume, ovvero di un patrimonio costituito da rendite e terreni. Da un inventario del 1430-1445 sappiamo, ad esempio, che alla chiesa spettavano i ricavi derivati dalle pelli di orsi e camosci cacciati sulla Moiazza.
Grazie al lume si poté provvedere non solo alle ordinarie spese di manutenzione, ma anche ad ampliamenti e abbellimenti. Nei documenti della visita pastorale del 1635 si descrive un edificio di grande pregio artistico, con il soffitto a volta, l'unico altare dotato di Flügelaltar (un trittico di scuola tedesca del XVI secolo), vasellame d'argento e preziosi paramenti.
L'emancipazione dalla pieve matrice di San Floriano avvenne a partire dal 1695, quando a San Tiziano fu insediato un sacerdote stabile. Dal 1708 fu dotata di tabernacolo e fonte battesimale e nel 1726 il vescovo Valerio Rota sancì l'erezione della parrocchia.
A questo eventi seguirono una serie di rinnovamenti architettonici: nel 1713 venne ricostruita la sagrestia, nel 1714 venne commissionata l'attuale pala d'altare in sostituzione del Flügelaltar (oggi sulla parete di sinistra), nel 1720 fu ultimato un secondo altare dedicato della Madonna. Un documento del 1754 attesta addirittura quattro altari, mentre nel 1762 risulta particolarmente attiva la confraternita del Santo Rosario. Numerose le donazioni degli emigranti a Venezia: tra gli altri, Apollonio Molin, che nel 1769 dona la pala dell'altare del Rosario e vari paramenti, e Valentino de Luis, che prestò il denaro necessario per l'acquisto dell'organo, firmato da Francesco Merlini e datato 1780.
Questo ricco patrimonio venne in gran parte sottratto e disperso in seguito ai decreti napoleonici, sorte che toccò a tutti gli altri edifici sacri.
Gli ultimi rifacimenti sono del 1938-1942: per l'occasione fu elevata la volta del presbiterio, vennero collocate le vetrate policrome, fu costruito lo zoccolo e venne realizzata la decorazione in finto graffito del coro. L'ultimo restauro è del 2004.

### Sentieri
Da Chiesa parte la stretta rotabile che conduce alla casera della Grava (segnavia 557). Proseguendo si può raggiungere la cima dello Spiz de Zuel (580-584; 1.30 ore) o il Crep di Pecol attraverso la forcella della Grava (557-585; 1.30 ore).
Sempre dal paese inizia il sentiero che conduce al bivacco Grisetti alle pendici della Moiazza (559; 1.40 ore). Da lì si può imboccare la deviazione per la suggestiva cascata della Moiazza (0.10 ore).